# Kip laotiano
Il kip (laotiano: ກີບ) è la valuta del Laos dal 1952. Il codice ISO 4217 è LAK ed è normalmente scritto come ₭ o ₭N. Un kip è suddiviso in 100 att (ອັດ).

## Kip del Laos libero
Nel 1945-1946 il governo del Lao Issara, che aveva proclamato un'effimera repubblica, emise una serie di biglietti nei tagli da 10, 20 e 50 att e da 10 kip prima che le autorità francesi riprendessero il controllo della regione.

## Kip reale
Il kip fu reintrodotto nel 1952, sostituendo la Piastra dell'Indocina francese alla pari. Il kip (che veniva chiamato anche piastra in francese) era suddivisa in 100 att (Lao) o cent (francese).

### Monete
Furono emesse monete con i valori di 10, 20 e 50 att (o cent) con la legenda in francese e laotiano. Furono tutte coniate in alluminio e avevano un foro al centro, come le monete del wén cinese. L'unico anno di emissione è stato il 1952.

### Banconote

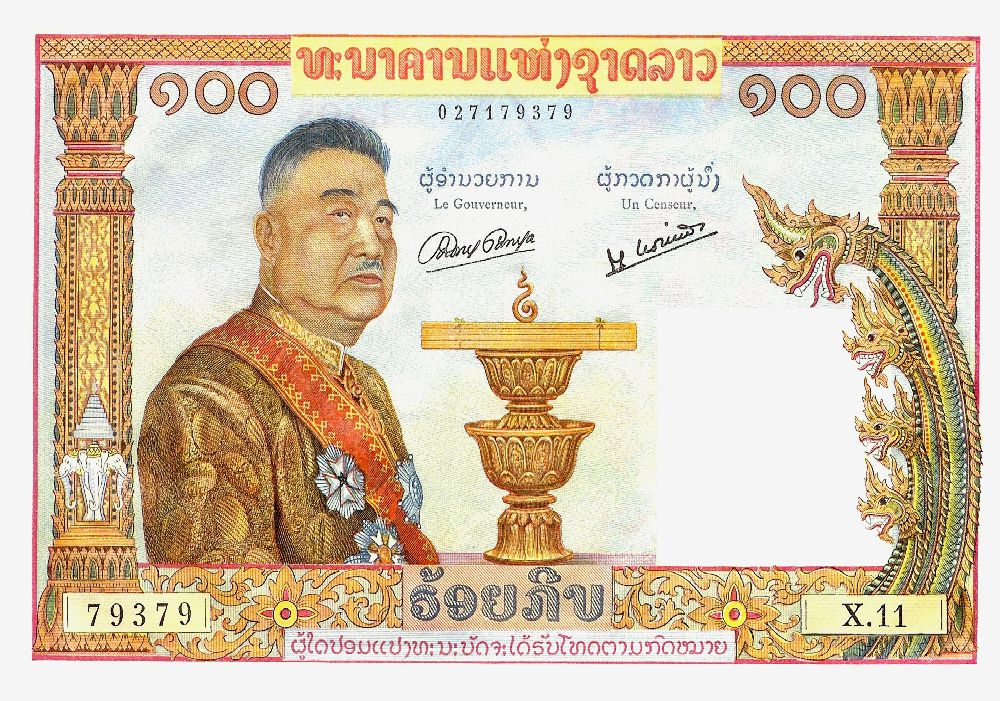
100 kip, emissione 1957

Nel 1953 la sezione laotiana dell'Institut d'Emission des Etats du Cambodge, du Laos et du Vietnam emise delle banconote con la doppia denominazione in piastre e in kip. Contemporaneamente le altre sezioni emisero banconote simili con il riel in Cambogia e il đồng nel Vietnam del Sud. Furono stampate banconote da 1, 5, 10 e 100 kip/piastre.
Dal 1957 il governo emise banconote con la denominazione esclusivamente in kip. I tagli furono da 1, 5, 10, 20, 50, 100 e 500 kip. Nel 1963 furono aggiunte le banconote da 200 e 1000 kip, seguite da quella da 5000 kip nel 1975. Tutti i biglietti furono stampati in Francia.

Savang Vatthana sul fronte di una banconota non distribuita (1974).

## Pathet Lao kip
Il kip del Pathet Lao fu introdotto poco prima del 1976 nelle aree che erano sotto il controllo del Pathet Lao. Furono emesse banconote con i tagli da 10, 20, 50, 100, 200 e 500 kip. I biglietti furono stampati in Cina.
Nel 1976, dopo l'istituzione della repubblica, il kip del Pathet Lao rimpiazzò ufficialmente il kip reale e il cambio fu fissato a 1 kip del Pathet Lao per 20 kip reali.

## Kip della RPD del Laos
Nel 1979 ebbe luogo una riforma monetaria che sostituì il vecchio kip con uno nuovo con un tasso di 100 vecchi (Pathet Lao) kip per uno nuovo.

### Monete
Furono emesse monete datate 1980 con valori da 10, 20 e 50 att. Tuttavia a causa di una inflazione cronica attualmente non ci sono monete in circolazione nel Laos.

### Banconote
Nel 1979 sono state introdotte banconote con i tagli da 1, 5, 10, 20, 50 e 100 kip. Il taglio da 500 kip è stato aggiunto nel 1988, seguito da quello da 1000 kip nel 1992, da 2000 e 5000 kip nel 1997, da 10 000 e 20 000 kip nel 2002 e da 50 000 kip il 17 gennaio, 2006 (anche se datato 2004).